# Atherinason hepsetoides
Atherinason hepsetoides – gatunek ryby z rodziny aterynowatych (Atherinidae), jedyny przedstawiciel rodzaju Atherinason.